# Campionati europei di skeleton 2009
I Campionati europei di skeleton 2009, quindicesima edizione della manifestazione organizzata dalla Federazione Internazionale di Bob e Skeleton, si sono tenuti il 16 e il 17 gennaio 2009 a Sankt Moritz, in Svizzera, sulla pista Olympia Bobrun St. Moritz–Celerina, il tracciato naturale sul quale si svolsero le competizioni del bob ai Giochi di Sankt Moritz 1928 e di Sankt Moritz 1948 e le rassegne continentali del 1986 (unicamente nella specialità maschile), del 2003 e del 2006 (anche in quella femminile). La località elvetica ha quindi ospitato le competizioni europee per la quarta volta nel singolo maschile e per la terza in quello femminile. Anche questa edizione si è svolta con la modalità della "gara nella gara" contestualmente alla quinta tappa della Coppa del Mondo 2008/2009 e ai campionati europei di bob 2009.

## Risultati

### Skeleton uomini
La gara si è disputata il 17 gennaio 2009 nell'arco di due manches e hanno preso parte alla competizione 19 atleti rappresentanti 10 differenti nazioni.
| Pos. | Atleti               | Nazione     | Tempo   | Distacco |
| ---- | -------------------- | ----------- | ------- | -------- |
|      | Frank Rommel         | Germania    | 2:15.77 |          |
|      | Kristan Bromley      | Regno Unito | 2:16.74 | +0.97    |
|      | Gregor Stähli        | Svizzera    | 2:16.79 | +1.02    |
| 4    | Michi Halilovic      | Germania    | 2:16.98 | +1.21    |
| 5    | Aleksandr Tret'jakov | Russia      | 2:17.48 | +1.71    |
| 6    | Sergej Čudinov       | Russia      | 2:17.73 | +1.96    |
| 7    | Andy Wood            | Regno Unito | 2:17.82 | +2.05    |
| 8    | Pascal Oswald        | Svizzera    | 2:17.93 | +2.16    |
| 9    | Markus Penz          | Austria     | 2:18.02 | +12.25   |
| 10   | Florian Grassl       | Germania    | 2:18.32 | +2.55    |

### Skeleton donne
La gara si è svolta il 16 gennaio 2009 nell'arco di due manches e hanno preso parte alla competizione 9 atlete rappresentanti 7 differenti nazioni.
| Pos. | Atleti           | Nazione     | Tempo   | Distacco |
| ---- | ---------------- | ----------- | ------- | -------- |
|      | Shelley Rudman   | Regno Unito | 2:20.50 |          |
|      | Marion Trott     | Germania    | 2:21.69 | +1.19    |
|      | Maya Pedersen    | Svizzera    | 2:22.62 | +2.12    |
| 4    | Svetlana Trunova | Russia      | 2:23.64 | +3.14    |
| 5    | Anja Huber       | Germania    | 2:24.00 | +3.50    |
| 6    | Jessica Kilian   | Svizzera    | 2:25.05 | +4.55    |
| 7    | Ol'ga Korobkina  | Russia      | 2:25.66 | +5.16    |
| 8    | Amy Williams     | Regno Unito | 2:25.70 | +5.20    |
| 9    | Joska Le Conté   | Paesi Bassi | 2:27.76 | +7.26    |

## Medagliere
| Pos.   | Paese       | Oro | Argento | Bronzo | Totale |
| ------ | ----------- | --- | ------- | ------ | ------ |
| 1      | Germania    | 1   | 1       | 0      | 2      |
| 1      | Regno Unito | 1   | 1       | 0      | 2      |
| 3      | Svizzera    | 0   | 0       | 2      | 2      |
| Totale | Totale      | 2   | 2       | 2      | 6      |